# Endosulfan
Endosulfan ist ein neurotoxisches Insektizid aus der Gruppe der verbrückten bicyclischen Verbindungen. Es ist ein Chlorkohlenwasserstoff, der endoständig einen inneren Ester der Schwefligen Säure (ein Sulfit) als funktionelle Gruppe enthält.

## Herstellung und Eigenschaften
Chemisch ist es mit anderen Cyclodien-Pestiziden wie Aldrin, Chlordan und Heptachlor verwandt. Ähnlich wie diese wird es aus Hexachlorcyclopentadien über eine Diels-Alder-Reaktion (im Falle des Endosulfans mit cis-2-Buten-1,4-diol) und anschließender Veresterung mit Thionylchlorid hergestellt:
Technisches Endosulfan ist eine Mischung von drei Stereoisomeren. Es besteht aus den beiden Diastereomeren α-Endosulfan und β-Endosulfan im Verhältnis von 7:3, wobei α-Endosulfan als Racemat vorliegt. β-Endosulfan besitzt eine Symmetrieebene, ist also eine meso-Verbindung. Der Mechanismus der temperaturabhängigen irreversiblen Isomerisierung von β-Endosulfan in racemisches α-Endosulfan wurde mit spektroskopischen Methoden untersucht.
Die Hydrolysehalbwertszeiten von α- und β-Endosulfan bei pH 7 betragen 19 bzw. 11 Tage.

## Verwendung
Endosulfan wurde in den frühen 1950er-Jahren als Insektizid entwickelt und 1954 von der nordamerikanischen Environmental Protection Agency (EPA, „Umweltschutzagentur“) zugunsten der Hoechst AG zugelassen und dann in der Agrarwirtschaft verwendet. Durch die Fusion der Hoechst AG mit der Rhône-Poulenc S. A. 1999 zur Aventis AG und den Verkauf der Agrarchemikaliensparte Aventis CropScience an die Bayer AG wurde dort die Bayer CropScience gebildet, und das Produkt Endosulfan kam somit zum Bayer-Konzern.
Endosulfan wurde weltweit in der Agrarwirtschaft benutzt, um Schadinsekten wie die Mottenschildlaus, Blattläuse, den Kartoffelkäfer und andere zu bekämpfen. Es wurde neben dem Gartenbau auch in der Forstwirtschaft und zum Bekämpfen der Tsetsefliegen eingesetzt. Die Weltgesundheitsorganisation schätzt, dass die jährliche Weltproduktion in den frühen 1980er-Jahren bei etwa 9000 Tonnen lag.
Die Verwendung von Endosulfan ist in der Europäischen Union und in vielen anderen Ländern verboten. Allerdings ist es immer noch in Ländern wie China und Indien in Gebrauch. In den USA ist es seit 2010 verboten. Es wurde bis 2007 von Bayer CropScience und wird derzeit von Makhteshim Agan und Hindustan Insecticides hergestellt und unter den Handelsnamen Thiodan, Phaser und Benzoepin vermarktet.
Wegen der hohen Giftigkeit und der Fähigkeit, sich in Organismen und der Umwelt anzureichern, wurde 2011 mit dem Stockholmer Übereinkommen ein weltweites Verbot ausgesprochen.
In den Vereinigten Staaten wurde Endosulfan ausschließlich für die Agrarwirtschaft zugelassen, wo es in größeren Mengen beim Anbau von Baumwolle, Kartoffeln und Äpfeln in Gebrauch war. Die Environmental Protection Agency (EPA) schätzt, dass zwischen 1987 und 1997 etwa 700 Tonnen Endosulfan benutzt wurden.
Später wurde der Verbindung stufenweise die Zulassung entzogen:
- 2000 wurde von der EPA die Zulassung für Privatanwendungen entzogen.[16]
- Der United States Fish and Wildlife Service empfahl 2002 der EPA, die Verwendung von Endosulfan zu beenden.[17] Die EPA stellt fest, dass für kleine Kinder im Alter zwischen ein und sechs Jahren ein Risiko einer akuten Vergiftung aufgrund von Endosulfan-Rückständen im Essen besteht. Die EPA schränkte die Verwendung daraufhin für den Agrarbereich ein, aber die Zulassung blieb bis 2010 bestehen.[18]
- Die Internationale Gemeinschaft unternahm 2007 Schritte, um den Gebrauch und den Handel von Endosulfan einzuschränken. Im Rotterdamer Übereinkommen wurde Endosulfan unter anderen als Einzelsubstanz aufgeführt. Die Europäische Kommission empfahl die Aufnahme in die Liste von verbotenen Chemikalien des Stockholmer Übereinkommens. Wenn möglich, sollten danach der Gebrauch und die Herstellung weltweit verboten werden. Bayer CropScience nahm Endosulfan in den Vereinigten Staaten vom Markt. Andere Märkte blieben aber unangetastet.[19]
- Mehrere US-amerikanische Agrarvereinigungen und Wissenschaftler forderten 2008 das Verbot seitens der EPA.[20]
- Im Süden Brasiliens wurden 2010 Spuren von Endosulfan in Bio-Soja gefunden.[21]
- Im April 2011 wurde Endosulfan als POP in die Anlage A des Stockholmer Übereinkommens aufgenommen. Daraus ergibt sich ein weltweites Herstellungs- und Anwendungsverbot in Pflanzenschutzmitteln, das mit mehrjährigen Übergangsfristen für bestimmte Kulturen 2012 in Kraft trat.[12] Die Aufnahme war bereits an der Vertragsstaatenkonferenz von 2009 geplant, scheiterte aber damals am Widerstand Indiens.[22]

## Sicherheitshinweise
Endosulfan wurde anfangs von der WHO nur als moderat giftig eingestuft (LD50 von 80 mg/kg). Nachdem neuere Untersuchungen LD50 Werte zwischen 18 und 355 mg/kg ergaben, stufte die EPA und die WHO (ab 1998) die Verbindung als hochgiftig ein. Durch verschiedene Unfälle mit der Verbindung kam es zu Wasserverseuchung, Fischsterben und vor allem in Entwicklungsländern auch zu Vergiftungen von Menschen. Die Internationale Agentur für Krebsforschung (IARC) hat Endosulfan hinsichtlich ihrer Fähigkeit Krebs zu verursachen nicht klassifiziert. Einige Untersuchungen berichten jedoch von einer krebsfördernden Wirkung. Die Verbindung besitzt (wie DDT) auch östrogene Eigenschaften.
Endosulfan ist als „prioritärer gefährlicher Stoff“ in Anhang X der europäischen Richtlinie 2000/60/EG (Wasserrahmenrichtlinie) aufgeführt.

### Toxikologie
Endosulfan ist ein Nervengift für Insekten (LD50 von etwa 7 µg/Honigbiene), aber auch für Säugetiere, also auch für den Menschen. Der LD50-Wert wurde zu 18–355 mg/kg bestimmt. Es wirkt als GABA-Antagonist (γ-Aminobuttersäure) auf den transmittergesteuerten Chloridionenkanal. Zusätzlich inhibiert es die Ca2+,Mg2+-ATPasen. Beide Effekte wirken auf die Informationsweitergabe im Neuron. Die Symptome einer akuten Vergiftung sind Hyperaktivität, Zittern, Krämpfe, der Koordinationsverlust, Atemnot, Übelkeit und Brechreiz. In schweren Fällen treten dann Bewusstlosigkeit und der Tod ein; es sind Fälle beschrieben worden, dass bei Menschen der Tod nach einer Dosis von weniger als 35 mg/kg eingetreten ist.

## Verhalten in der Umwelt
Endosulfan ist eine flüchtige organische Verbindung und daher anfällig für atmosphärischen Ferntransport. Es wird in der Umwelt oxidativ zu Endosulfansulfat umgewandelt, welches wiederum zu Endosulfandiol, Endosulfanether oder anderen Metaboliten abgebaut wird. Endosulfansulfat weist eine höhere Toxizität auf als das Ausgangsmolekül und ist häufig die dominierende Komponente in der Umwelt, z. B. in Böden.

## Zwischenfälle
Die Fähre Princess of the Stars hatte zehn Tonnen Endosulfan an Bord, als sie am 22. Juni 2008 vor Sibuyan in einen Taifun geriet und sank.

### Fischsterben im Mittelrhein im Juni 1969
Am 19. Juni 1969 führte eine Einleitung der Chemikalie in den Rhein zu einem umfassenden Fischsterben im Mittel- bis in den Niederrhein („vom Hubschrauber aus war der Fluss aufgrund der bäuchlings schwimmenden Fischkadaver silbrig“). Die Ursache konnte bislang nicht ermittelt werden; ein Verfahren der Staatsanwaltschaft wurde damals ergebnislos eingestellt.
Gemutmaßt wurde, dass die Kontamination auf die damalige Produzentin Hoechst AG am Untermain zurückgehe oder dass am Binger Loch einige Fässer des sehr fischgiftigen Insektizids von einem Frachtschiff in den Rhein gefallen seien. Begünstigt wurde das Fischsterben durch das infolge einer Hitzeperiode recht warme Flusswasser sowie durch die damals aufgrund noch sehr weniger Klärwerke hohe organische Belastung des Rheins mit jeweils entsprechender Verringerung des Sauerstoffgehalts. Diese Umweltkatastrophe führte initiativ zu einer Verschärfung des deutschen Gewässerschutzes, das Wasserhaushaltsgesetz und die Abwasserverordnung wurden von den bislang geltenden weicheren „allgemein anerkannten Regeln der Technik“ auf den schärferen „Stand der Technik“ umgestellt.

## Externe Links zu erwähnten Verbindungen
1. ↑  Externe Identifikatoren von bzw. Datenbank-Links zu α-Endosulfan:  CAS-Nr.: 959-98-8, EG-Nr.: 625-034-9, ECHA-InfoCard: 100.153.568, ChemSpider: 29367913, Wikidata: Q27287555.
2. ↑  Externe Identifikatoren von bzw. Datenbank-Links zu β-Endosulfan:  CAS-Nr.: 33213-65-9, EG-Nr.: 625-635-6, ECHA-InfoCard: 100.154.112, ChemSpider: 28296359, Wikidata: Q27290296.